# Ikona Matki Bożej Łaskawej w Krzeszowie

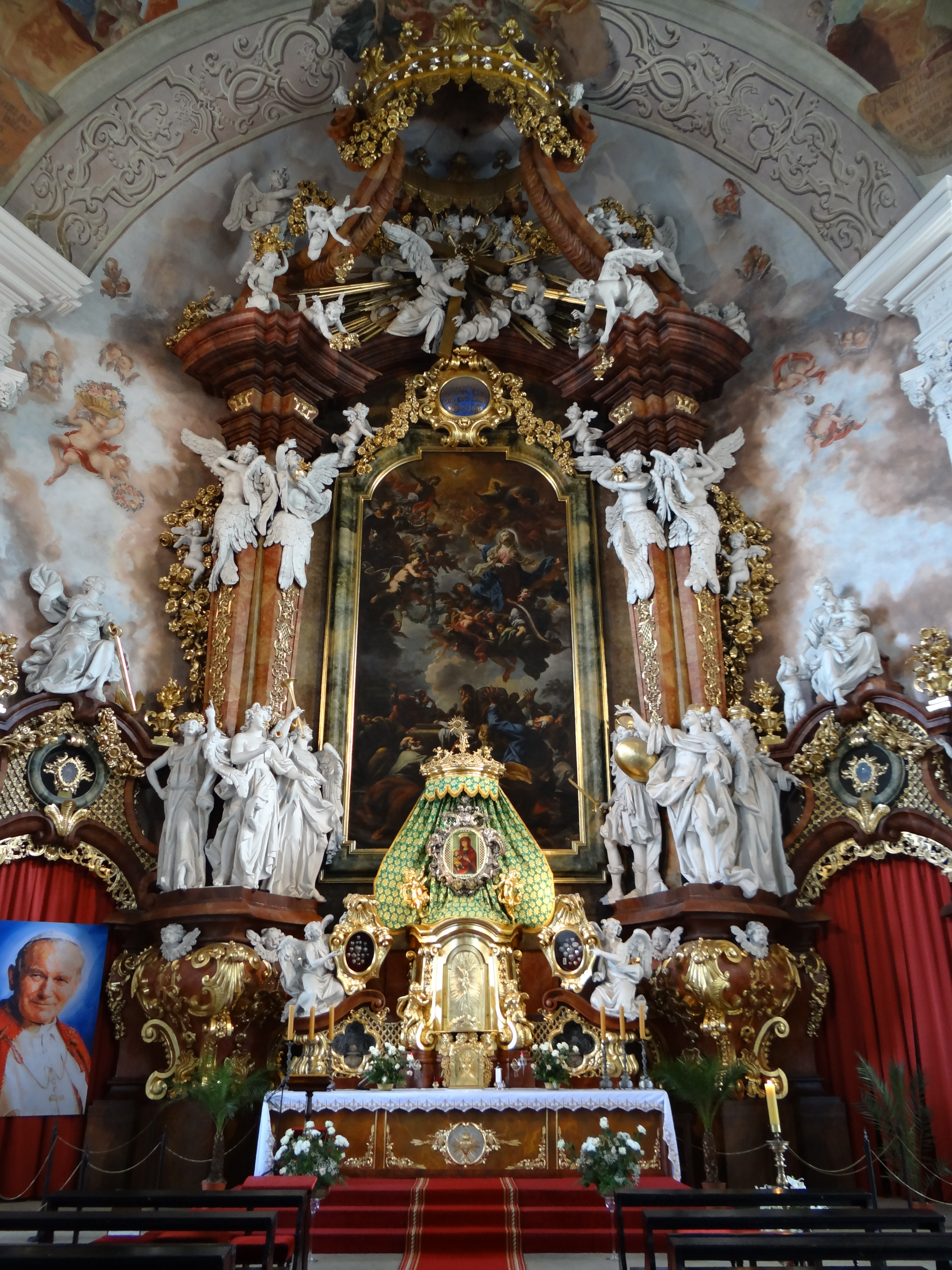
Ikona w ołtarzu głównym

Ikona Matki Bożej Łaskawej (łac. Gratia Sanctae Mariae - Łaska Świętej Maryi. Znana także jako Pani Krzeszowska) – cudowny obraz Bogurodzicy, od wieków czczony w Krzeszowie, to najstarszy tablicowy wizerunek Matki Bożej na obszarze dzisiejszej Polski, datowany na XIII wiek.  

## Historia
W latach 1242–1289 w Krzeszowie mieszkali benedyktyni. Możliwe, że już wówczas w tamtejszym opactwie znajdował się wizerunek Matki Bożej, który mógł stanowić ważny element życia duchowego wspólnoty. Autor oraz dokładna data jego powstania pozostają nieznane, jednak uważa się, że obraz pochodzi z XIII w..
W 1292 r. książę świdnicko-jaworski Bolko I ufundował w Krzeszowie kościół i klasztor dla cystersów sprowadzonych z opactwa w Henrykowie. Cystersi przejęli miejsce po benedyktynach, a cudowny obraz Matki Bożej mógł towarzyszyć tej zmianie, stając się przedmiotem szczególnego kultu w nowej wspólnocie zakonnej. Jedno z podań głosi, że obraz ten został podarowany klasztorowi w 1292 r. przez księcia Bolka I Świdnickiego. 
W dniach 7 i 8 września 1292 r. spisano dokument fundacyjny klasztoru, któremu nadano tytuł: Gratia Sanctae Mariae (Łaska Świętej Maryi). Tego samego dnia biskup wrocławski Jan Romka poświęcił kościół wraz z ołtarzem głównym. 
Dokument fundacyjny klasztoru jest jednocześnie łacińskim tytułem ikony krzeszowskiej przedstawiającej Świętą Maryję z Dzieciątkiem. Tytuł ten jednoznacznie stanowi najstarszą nazwę (antiqua nomen) opactwa krzeszowskiego, wymienianą w 1291 r., wskazując na głęboką więź klasztoru z kultem Maryjnym, który jest centralnym elementem jego duchowej tożsamości.
W zachowanych na Śląsku źródłach pisanych pierwsza wzmianka o obrazie pochodzi z 1318 r. To dokument papieża Jana XXII, który potwierdza przywileje klasztoru.
W XV w. opactwo w Krzeszowie doświadczało niepokojów religijnych związanych z wojnami husyckimi. Klasztor był wielokrotnie plądrowany przez najeźdźców, a cudowny obraz został ukryty. Po tych dramatycznych wydarzeniach przez niemal dwa stulecia uważano ikonę za bezpowrotnie utraconą. 
Obraz został odnaleziony 18 grudnia 1622 r. w zbutwiałej skrzyni, ukrytej pod posadzką zakrystii, podczas remontu kościoła. Po jej wydobyciu umieszczono ją w renesansowej kaplicy św. Marii Magdaleny, której wezwanie zmieniono na maryjne. Wydarzenie to zapoczątkowało dynamiczny rozwój kultu wizerunku Bogurodzicy, który szybko stał się celem licznych pielgrzymek. Dla upamiętnienia odnalezienia cudownego obrazu, dzień 18 grudnia ogłoszono w Krzeszowie specjalnym świętem – Festum Lucis, czyli Świętem Światła, podczas którego bazylika jest rozświetlana setkami świec, tworząc niezwykłą atmosferę.     
Wkrótce po odnalezieniu cudownego obrazu zaczęły mieć miejsce liczne cuda i uzdrowienia. Pielgrzymi, doświadczający łask za wstawiennictwem Pani Krzeszowskiej, pozostawiali w sanktuarium wota jako wyraz wdzięczności. Kroniki klasztorne z tego okresu wspominają o cudownych uzdrowieniach i wysłuchanych prośbach.   
Ruch pielgrzymkowy do Krzeszowa stopniowo się nasilał. W 1696 r. jednorazowo przybyło tam aż 6 tysięcy wiernych. W tym czasie wizerunek Matki Bożej zyskał tytuł: Nostra Thaumaturga (Nasza Cudotwórczyni) i otaczany był szczególną czcią. Za rządów opata Bernarda Rosy przeniesiono go do kaplicy Trójcy Świętej.   
Krwawa wojna trzydziestoletnia brutalnie przerwała rozwój ruchu pielgrzymkowego w Krzeszowie. W 1633 r. wojska szwedzkie spaliły kościół oraz część zabudowań klasztornych. Pomimo zniszczeń, cudowny obraz Matki Bożej ocalał i nie uległ żadnemu uszkodzeniu, co jeszcze bardziej umocniło przekonanie o jego szczególnej mocy i opiece.   
W czasie budowy nowej świątyni mariackiej, prowadzonej w latach 1728–1735, obraz został tymczasowo przeniesiony do kościoła brackiego św. Józefa. Po zakończeniu prac, w 1735 r., ikonę uroczyście umieszczono w retabulum ołtarza głównego nowej bazyliki pw. Wniebowzięcia NMP. Wizerunek oprawiono w srebrną ramę, którą wykonał wrocławski złotnik Benjamin Hentschel. Mniszki Cysterki z Trzebnicy wyhaftowały baldachim, którym przyozdobiono obraz. Od tego czasu napływ pielgrzymek do Sanktuarium Maryjnego się wzmocnił. Pątnicy przybywali do Krzeszowa ze wszystkich zakątków Śląska, wschodnich Czech i Saksonii.
W 1741 r. nastąpiło przyłączenie Śląska do Prus. Po wkroczeniu wojsk pruskich na Śląsk opat Benedykt Seidel uciekł z ikoną do Czech, gdzie przebywał przez rok. W następnym roku wrócił razem z obrazem do Krzeszowa. W tym czasie ruch pielgrzymkowy w Krzeszowie znacznie osłabł, a zasadniczą przyczyną tego była decyzja władz pruskich, które wydały zakaz organizowania pielgrzymek, wprowadzony przez władcę Prus, Fryderyka II.
W 1810 r. nastąpiła likwidacja klasztoru przez władze pruskie, która położyła kres pielgrzymkom do Cudownego Obrazu. Kasata zakonu przez państwo spowodowała m.in. kradzież i przetopienie wotów Matki Bożej. Nastąpił wtedy długi okres przerwy w pielgrzymowaniu, który trwał aż do 1919 r. Wówczas  to do Krzeszowa przybyli benedyktyni z opactwa Emaus z Pragi. Ożywili oni kult, który osłabł w czasie II wojny światowej, ale po wojnie rozkwitł ponownie.
W 1937 r. dokonano konserwacji obrazu i zdjęto z niego liczne przemalowania. 
Po utworzeniu diecezji legnickiej w 1992 r., jej pierwszy ordynariusz, bp Tadeusz Rybak, intensyfikował starania o koronację łaskami słynącego wizerunku krzeszowskiego. Od 25 marca 1996 r. do 10 września 1997 r. miała miejsce peregrynacja kopii tego wizerunku po diecezji legnickiej.
W 1996 r. dokonano kolejnej konserwacji Ikony.  
2 czerwca 1997 r. Jan Paweł II koronował ikonę w Legnicy. Uroczysta intronizacja ikony odbyła się w Krzeszowie 17 sierpnia 1997 r., podczas której homilię wygłosił prymas kard. Józef Glemp. 

## Styl i datowanie
Ikona, napisana temperą na desce o wymiarach 60 × 37 cm, przedstawia Maryję z Dzieciątkiem na prawym ramieniu. Kompozycja tego wizerunku odnosi się bezpośrednio do ikonografii Matki Bożej Hodegetrii, czyli Tej, która prowadzi – wskazuje drogę.                        
Na tradycję bizantyjską wskazuje sposób ukazania Dzieciątka – spokojnie siedzącego na kolanach Matki, ubranego w złocisty chiton z ciemnoniebieskim obszyciem. Dawny i dobrze znany motyw stanowi zwój Pisma w lewej dłoni oraz gest błogosławieństwa prawą ręką. Maryja przedstawiona jest w ciemnoniebieskiej sukni oraz karminowym płaszczu. Jej spodnia szata, podobnie jak płaszcz, zdobiona złotem przy szyi i mankietach, okrywa również głowę. Zestawienie barw oraz zróżnicowanie w sposobie ukazania szat Matki Bożej i Dzieciątka odgrywają kluczową rolę w rozpoznaniu stylu i określeniu wieku powstania dzieła.                        
Płaszcz Madonny kształtowany jest wyraźnymi załamaniami fałdów, odpowiadającymi średniowiecznemu malarstwu z około połowy XIII w. (Zackenstil). Można zatem wnioskować, że obraz jest wschodnią ikoną przemalowaną, w XIII w. albo środkowoeuropejskim malowidłem z połowy XIII w., świadomie naśladującym wschodni „świętołukaszowy” obraz.                        
Na tej podstawie można stwierdzić, że obraz ten pochodzi z około 1250 r. Analiza elementów formalnych i kompozycyjnych pozwala uznać go za dzieło powstałe na styku różnych tradycji artystycznych – Wschodu, Południa i Zachodu – świadomie łączące schematy ikonowe z tendencjami właściwymi dla środkowoeuropejskiego malarstwa XIII w..                        

## Symbolika teologiczna
Ikona Matki Bożej Krzeszowskiej jest dziełem o bogatej symbolice teologicznej, reprezentującym typ ikonograficzny Theotokos – Bogurodzicy. Oblicze Maryi, mimo przemalowań dokonanych w epoce baroku, zachowuje cechy charakterystyczne dla wschodniej tradycji ikonopisarskiej. Ręce Madonny, duże i wyraźnie zaznaczone, symbolizują macierzyństwo oraz aktywną współpracę z łaską Bożą.   
Kolorystyka szat posiada znaczenie dogmatyczne: czerwień oznacza Boskie Macierzyństwo oraz żar Bożej obecności, nawiązując do motywu krzewu gorejącego jako znaku obecności Boga, natomiast seledyn – uzyskany z połączenia niebieskiego (symbolizującego naturę boską) i zielonego (oznaczającego naturę ludzką) – wyraża tajemnicę Wcielenia i dwie natury Chrystusa zjednoczone w jednej Osobie, zgodnie z nauką Soboru Chalcedońskiego. Zielony kolor tuniki Maryi symbolizuje życie, odrodzenie, nadzieję duchowej odnowy oraz życie wieczne.  
Dzieciątko Jezus przedstawione jest jako nosiciel boskiej mądrości – trzyma w lewej dłoni zwój lub pergamin, symbolizujący tajemnicę Bożej nauki i przykazania miłości, a prawą ręką błogosławi, przy czym wyraźnie zaznaczone trzy palce są odniesieniem do Trójcy Świętej. Strój Dzieciątka w barwach żółto-niebieskich symbolizuje boskość i światłość, czyli obecność odwiecznego Słowa, które stało się ciałem. 
Złote tło ikony, zgodnie z ikonograficzną tradycją, symbolizuje wieczność, niezniszczalność i Bożą obecność. Brak światłocienia w przedstawieniu podkreśla pozaczasowy i transcendentny charakter postaci, a także eschatologiczną nadzieję Kościoła. Krzeszowska Bogurodzica, jako Pośredniczka i Orędowniczka, prowadzi wiernych ku świętości, pomagając w duchowym oczyszczeniu i nawróceniu. 